# ハルカ駅
ハルカ駅（ハルカえき）はハンガリー共和国ジェール・モション・ショプロン県ショプロン郡ハルカ村にある、ジェール・ショプロン・エーベンフルト鉄道ブルゲンラント線（オーストリア512号線）およびショプロン - ソンバトヘイ線（ハンガリー15号線）の駅である。
事実上休止状態で、定期列車は全列車が通過する。しかし、ハンガリーの時刻表には駅が記載されている。

## 駅構造
路線は北方（ウィーン方面）から南方（ソンバトヘイ方面）に延びている。本線が一線スルー方式で、他に2本の待避線を持つ。駅のすぐ南方で、ソンバトヘイ方面とドイチュクロイツ方面に分岐する。

### ホーム
一面一線の駅である。本線の西に面してホーム・駅舎がある。

### ダイヤ
全列車が通過する。ブラチスラヴァ - ウィーン - ドイチュクロイツの列車が1時間に1往復、ショプロン - ソンバトヘイの列車が2時間に1往復通過する。

## 駅周辺
ハルカ村の集落まで、約1.5kmの距離である。しかし、全列車が通過するため、コープハーザ駅が事実上のハルカ村最寄駅となっている。